# Дине Дробенов
Костадин Иванов Дробенов, наричан още Дине или Динката, е български революционер, неврокопски войвода на Вътрешната македоно-одринска революционна организация.

## Биография
Дине Дробенов е роден в Търлис, тогава в Османската империя. Присъединява се към редовете на ВМОРО и първоначално е четник при Гоце Делчев, а после и при Атанас Тешовалията. След това сформира собствена чета в Неврокопско. Участва в Илинденско-Преображенското въстание в 1903 година. В 1905 година е делегат на Серския окръжен конгрес. На 8 юли 1908 година убива в Ковачевица бившия си войвода Петър Милев, който влиза в конфликт с Яне Сандански.
През 1909 година Дробенов заедно с Георги Занков и Стефан Чавдаров се опитва да възстанови организацията в Серския окръг, но четата им е разбита между селата Търлис, Карликьой и Кърчово от 20 жандари и милиционери българи санданисти, под водачеството на мюдюрина на Горно Броди Владимир Икономов, Таската Серски и Чудомир Кантарджиев. Чавдаров заедно с трима четници бяга в Драмско, Занков се спасява към Горноджумайско, където отново е разбит и ранен, а Дробенов заедно с четирима четници е арестуван. След разбиването на четата избухва Неврокопската афера, в която са арестувани много дейци на десницата, сред които Стоян Филипов и Стоян Мълчанков, а Георги Радев е принуден да стане нелегален.
Дробенов, Филипов, Мълчанков и още 5 души са осъдени на смърт. По-късно след протести от консулите в Солун присъдите на всички без Дробенов са заменени с доживотен затвор. Дробенов е обесен от турските власти на Ат пазар в Сяр на 5 февруари 1910 година. Да засвидетелстват обесването, лично дошли Яне Сандански, Тодор Паница и Чудомир Кантарджиев.
В предсмъртната си реч заявява:
| „ | Аз нямам нищо против държавата; властта можеше да се убеди в това като разпитваше търлишани, както и всички ония, които ме познават в Неврокопско; те всички щяха да установят моята невинност. Аз напуснах семейството си и прегърнах скитнишкия живот не за да се боря против държавата, а за да спася живота си от Сандански, който подбуждан от властни люде, няколко пъти се опита да ме убие. Аз умирам невинен и напълно спокоен. Ако в тази държава имаше правосъдие, трябваше вместо мен да увисне на бесилката Сандански, който е избил досега хиляди невинни хора, но в Турция няма правосъдие и затова държавата е обречена на загинване. | “ |